# Alex Tui
Alex Tui (Brisbane, 21 ottobre 1961) è un kickboxer australiano.

## Biografia
Da giovane vince il titolo mondiale WKA, sezione junior. In seguito partecipa per due anni consecutivi al torneo K-1 Oceania MAX: all'edizione del 2001 arriva in semifinale, mentre a quella del 2002 perde ai quarti contro John Wayne Parr.